# W. A. C. Bennett
Pour l’article homonyme, voir Barrage W. A. C. Bennett pour le barrage hydroélectrique.
Pour les articles homonymes, voir William Bennett et Bennett.
William Andrew Cecil Bennett (né le 6 septembre 1900 et mort le 23 février 1979) est le 25e premier ministre de la province canadienne de la Colombie-Britannique de 1952 à 1972.
Parmi ses accomplissements notables, le gouvernement Bennett (en) adopte le premier drapeau provincial officiel, l'établissement de la seconde Banque de la Colombie-Britannique (en), ainsi que la création de BC Hydro et BC Ferries. Bennett et les Créditistes remportent sept élections consécutives, jusqu'à sa défaite lors de l'élection de 1972. Son fils, Bill Bennett, ramène les Créditistes au pouvoir en 1975 jusqu'en 1986.
Il est le plus souvent appelé W. A. C. Bennett, et plusieurs, de façon affectueuse autant que par moquerie, le surnomment Wacky Bennett.

## Biographie

### Premières années
Né à Hastings, communauté du parc national de Fundy, au Nouveau-Brunswick, Bennett possède un lien parental avec le premier ministre fédéral Richard Bedford Bennett.
Bennett quitte l'école normale en 9e année, pendant la Première Guerre mondiale, afin de prendre un emploi dans une quincaillerie. Jeune adulte, il poursuit des cours par correspondance pour améliorer ses connaissances et avoir un meilleur emploi. Il s'engage dans la Canadian Air Force (en), mais il n'entre jamais en service actif avant la fin du conflit. À l'âge e 18 ans, il s'installe à Edmonton en Alberta avec sa famille et ensuite à Westlock, également en Alberta, où le père de Bennett opère une quincaillerie.
Après s'être marié, le couple s'installe à Victoria. Déménageant à nouveau, à Kelowna, Bennett s'implique dans plusieurs organisations locales comme le Gyro International (en), la Loge maçonnique, le Kelowna Club et l'Église unie du Canada.

### Homme d'affaires
Bennett ouvre sa première quincaillerie en 1927, en partenariat avec une associée. Il vend ses parts tout juste avant le jeudi noir de 1929. La famille décide de quitter la situation économique difficile de l'Alberta pour se rendre à Kelowna dans la vallée de l'Okanagan, à l'intérieur de la Colombie-Britannique. Sur place, il ouvre son propre établissement, la Bennett's Hardware. Marchand efficace et prospère, il occupe la fonction de président de la chambre de commerce de Kelowna de 1937 à 1939.
En 1932, Bennett associé avec Giuseppe Guezzi et Pasquale Capozzi établissent une compagnie de production de vin afin d'écouler les surplus de pommes produits et qui étaient jetée durant la Grande Dépression. Trois ans plus tard, Bennett et Capozzi, tous deux abstèmes, concluent qu'il n'y a pas d'avenir pour leur vin de pommes. Ils remplace donc le produit initiale par des raisins de la Californie. La nouvelle entreprise mise-en-place en 1936, se nomme Calona Wines pour phonétiquement ressembler à Kelowna. Bennett se débarrasse de ses parts dans l'entreprise avant de se lancer en politique en 1940.

### Entrée en politique
Initialement associé au Parti conservateur de la Colombie-Britannique, il tente sans succès d'obtenir l'investiture pour la circonscription de South Okanagan pour l'élection de 1937. Élu en 1941, il fait partie d'un gouvernement de coalition associé au Parti libéral du Canada.
Réélu député de la coalition en 1945, il démissionne de son siège en 1948 pour se présenter sur la scène fédérale lors d'une élection partielle, Défait lors de ce scrutin dans Yale, Bennett revient sur la scène provinciale à la suite de l'élection de 1949.
Après avoir échoué à devenir le chef du Parti conservateur en 1951, Bennett quitte le parti pour siéger comme indépendant. En décembre de la même année, il prend sa carte de membre du Parti Crédit social de la Colombie-Britannique.

### Premier ministre
Élu lors de l'élection générale de 1952, les Créditistes doivent composer avec la formation d'un gouvernement minoritaire. Le parti était alors dirigé par Ernest George Hansell, un député fédéral de l'Alberta. Le président du parti, Lyle Wicks convoque alors une réunion afin d'élire un nouveau chef et ultimement un nouveau premier ministre. Parmi les trois candidats en lice, Bennett obtient 10 votes sur les 19 disponibles.
Le 1er août, Bennett est assermenté premier ministre et le sera pour les vingt prochaines années. En 1953, il met lui-même en péril son gouvernement minoritaire lors d'un vote sur une proposition de financement des écoles. Après la réélection majoritaire, Bennett met fin au système de vote préférentiel en cours depuis deux élections.
Durant les périodes électorales, il déclarait souvent « les hordes de socialistes sont à nos portes, mes amis ».

### Idéologie politique
Alors que le Parti du Crédit social est fondé sur la promotion des théories du crédit social et de la réforme monétaire, ces principes ne sont pas implantés en Colombie-Britannique au même point que son parti homologue albertain a tenté de le faire durant les années 1930. Bennett converti rapidement le parti en une machine populiste conservatrice visant à maintenir loin du pouvoir le Parti social-démocratique (Co-operative Commonwealth Federation). En tant que chef de la deuxième branche provinciale la plus puissante du Parti Crédit social du Canada, Bennett prenait souvent part aux campagnes fédérales.
En 1960, le gouvernement Bennett introduit le premier drapeau officiel de la province, le premier du tel adopté à l'ouest du Québec.

### Politique financière
En tant que conservateur fiscal, Bennett s'arroge, en plus de sa charge de premier ministre, la charge de ministre des Finances afin de conserver un contrôle sur les dépenses gouvernementales. Il dirige la province durant une période de modernisation et de prospérité. Il pratique une gestion des finances où les dépenses sont engendrées lorsque les fonds sont disponibles. En 1959, il annonce que la province est exempte de dette.

### Expansion gouvernementale
L'administration Bennett nationalise certaines industries et créer des sociétés de la couronne, incluant BC Ferries (1960), BC Hydro (1961) et BC Rail, précédemment Pacific Great Eastern Railway (propriété de la province depuis 1918). Il participe aussi à des investissements massifs dans le développement autoroutier sous l'impulsion de son ministre Phil Gaglardi. Plusieurs projets hydroélectriques sont également construits sur le fleuve Columbia et la rivière de la Paix. Bennett créer aussi la Banque de Colombie-Britannique dans laquelle le gouvernement possède 25% de la propriété.
En 1955, Bennett instaure une couverture d'assurance universelle pour les soins médicaux, les soins dentaires, une assurance médicament et une assurance hospitalisation. Le gouvernement fédéral introduit par la suite l'assurance connue sous le nom de Medicare (en). Pour financer le programme, le gouvernement ajoute une taxe de vente à la consommation.
Durant les années 1960, une bonification du choix d'instruction post-secondaire est faite avec l'expansion ou l'ajout de nouvelles institutions. Durant cette période, la province se dote de deux nouvelles universités, l'université de Victoria en 1963 et l'université Simon Fraser en 1965.

### Traité du fleuve Columbia
En 1961, le Canada est les États-Unis signent le traité du fleuve Columbia afin de créer une politique commune sur la gestion du cours d'eau. Bien que les signataires soient les deux gouvernements nationaux, il est rapporté que le Bennett à jouer un rôle majeur lors des négociations.

### Relations intergouvernementales

#### Avec le fédéral
En 1970, Bennett dénonce le gouvernement Trudeau qui, selon lui, donne un avantage au Québec en raison de son orientation pro nationalisme québécois.
De plus, Bennett considère que Trudeau implante le bilinguisme en raison de son orientation pro-Québec et plus intéressé à la promotion et la protection du français. Durant un rassemblement libéral fédéral, Trudeau se réfère à Bennett en ses termes : « un bigot qui pense qu'il y a trop de francophone à Ottawa ».
La Colombie-Britannique est l'hôte de la conférence de Victoria de laquelle émerge la Charte de Victoria. Cette charte représente alors le plus grand accord constitutionnel conclut entre les provinces depuis la confédération. Bennett déclare alors que sa province devrait bénéficier d'un veto au même titre que le Québec et l'Ontario.
Durant une entrevue avec Peter Gzowski en 1977, Bennett déclare que plusieurs premiers ministres provinciaux sont d'accords avec l'aspect négatif de la péréquation qui conduit à plus de bureaucratie au sein du gouvernement. Il favorise un type de paiement direct aux personnes dans le besoin. Bennett amène cette proposition auprès des premiers ministres du Québec et Trudeau.

#### Avec le Québec
Bennett mentionne à quelques occasions que la Colombie-Britannique [est] le meilleur ami que le Québec possède.
En 1964, un prêt de 100 M$ est octroyé au gouvernement du Québec, dont 60 M$ de prêt pour Hydro-Québec. Ce prêt fait alors l'objet d'une controverse à l'Assemblée nationale du Québec.
En 1967, Bennett propose que les Québécois devraient pouvoir voter sur leur volonté de demeurer ou non au sein du Canada et que le référendum en résultant devrait contenir qu'une simple question.

### Dernières années

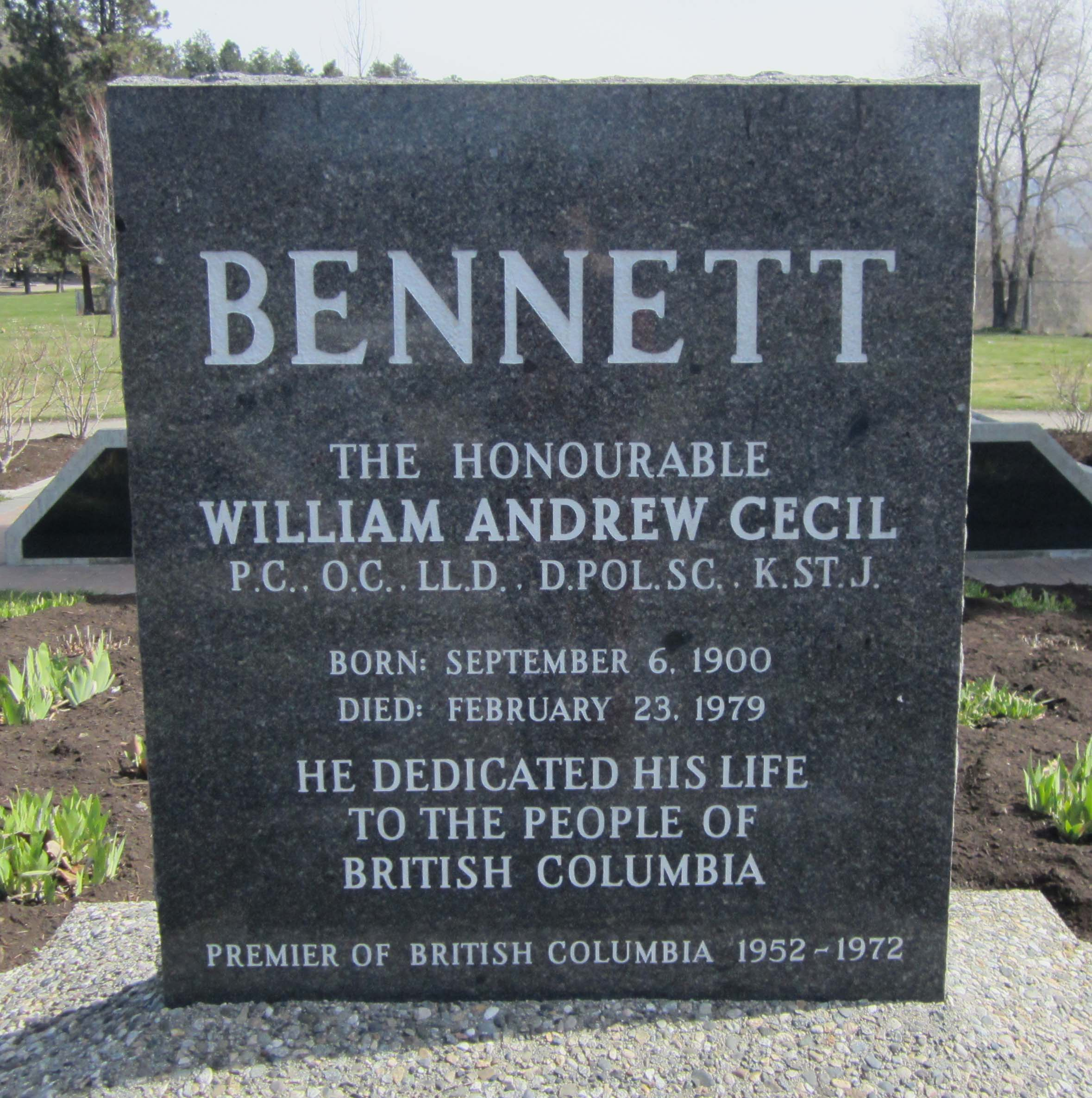
Pierre tombale de W.A.C. Bennett au cimetière Memorial Park de Kelowna

Suivant la défaite de son parti en 1972, Bennett sert de chef de l'opposition officielle jusqu'à nomination de son successeur et sa démission en tant que député de South Okanagan en 1973.
À la suite de son départ, son fils, Bill Bennett, parvient à se faire élire chef des Créditistes. Il remporte les élections générales suivantes et reprend plusieurs membres du cabinet de son père.
En 1976, il est fait officier de l'Ordre du Canada. Bennett meurt février 1979 à l'âge de 78 ans. Sa dépouille est inhumée au cimetière Memorial Park de Kelowna. Il était franc-maçon.